# Rubus dumetorum
Rubus dumetorum — вид квіткових рослин родини трояндових (Rosaceae).

## Поширення
Поширення: колишня Чехословаччина, Німеччина, Нідерланди, Польща.
В Україні наводиться для Карпат